# Pilea sinofasciata
Pilea sinofasciata är en nässelväxtart som beskrevs av C.J. Chen. Pilea sinofasciata ingår i släktet pileor, och familjen nässelväxter. Inga underarter finns listade i Catalogue of Life.